# Стин, Джессика
Джессика Стин (англ. Jessica Steen, род. 19 декабря 1965) — канадская актриса.
Джессика Стин родилась в Торонто, Онтарио в семье актрисы Джоанны Нойес и режиссёра Яна Стина, и дебютировала на экране в восьмилетнем возрасте. Начиная с восьмидесятых она появилась в почти девяноста телевизионных шоу и кинофильмах, как канадского, так и американского производства.
Стин добилась наибольшей известности благодаря основным ролям в телесериалах «Капитан Пауэр и солдаты будущего» (1987—1988), «В тылу» (1991—1993), «Земля 2» (1994—1995). На большом экране она снялась в фильмах «Полет» (1986), «Натюрморт» (1990), «Процесс и ошибка» (1997), «Армагеддон» (1998), «Последний подозреваемый» (1999), «Суд» (2001), «Удар по воротам 2: Разбивая лед» (2002), «Хаос» (2005) и «Последняя война» (2005). Также Стин снялась в ряде фильмов, сделанных для женского кабельного канала Lifetime, таких как «Ребенок общества» (2002) и «Няня с сюрпризом» (2009).
Стин была гостем во множестве сериалов, среди которых были «Голова Германа», «Прикосновение ангела», «За гранью возможного», «Детектив Монк», «Звёздные врата: SG-1», «Части тела», «Зачарованные», «Сверхъестественное», «C.S.I.: Место преступления» и «Морская полиция: Спецотдел». Она также исполняет второстепенную роль в канадском сериале «Там где сердце» начиная с 2007 года, и «Горячая точка» (2009—2012). Стин также выиграла премию «Джемини» за роль в телефильме 1994 года «Малые дары», и в дополнение к этому ещё дважды выдвигалась на награду.

## Избранная фильмография
| Год  |   | Русское название                  | Оригинальное название | Роль        |
| ---- | - | --------------------------------- | --------------------- | ----------- |
| 2012 | с | Пуля в лицо                       | Bullet in the Face    | Ева Брейден |
| 2021 | с | Уборщица. История матери-одиночки | Maid                  | Дорин Бойд  |